# Stav ohrožení státu
Stav ohrožení státu je krizovým stavem v České republice, který může být vyhlášen v případě, že je bezprostředně ohrožena svrchovanost státu, územní celistvost státu nebo jeho demokratické zásady. Na rozdíl od nouzového stavu má tedy stav ohrožení striktně politický charakter. Nezáleží, zda je ohrožení vnitřního nebo vnějšího původu a stejně tak není uvedeno, je-li ohrožení vojenského nebo jiného charakteru. Tento stav zatím nebyl na území České republiky nikdy vyhlášen.

## Vyhlášení
Stav ohrožení státu vyhlašuje Parlament na návrh vlády. K přijetí usnesení je třeba souhlasu nadpoloviční většiny všech poslanců a nadpoloviční většiny všech senátorů. V době, kdy je Poslanecká sněmovna rozpuštěna, přísluší rozhodnutí o vyhlášení stavu ohrožení státu samotnému Senátu. Rozhodnutí o přijetí stavu ohrožení státu se sděluje hromadnými sdělovacími prostředky a vyhlašuje se stejně jako zákon, tedy ve Sbírce zákonů. Účinnosti nabývá okamžikem, který se v rozhodnutí stanoví.

## Mimořádná opatření

### Zkrácené jednání o návrzích zákonů
Po dobu trvání stavu ohrožení státu může vláda požadovat, aby Parlament České republiky projednal vládní návrh zákona ve zkráceném jednání, což znamená, že Poslanecká sněmovna se o návrhu usnese do 72 hodin od jeho podání a Senát do 24 hodin poté, co mu jej sněmovna postoupí. Jestliže se Senát v této lhůtě nevyjádří, platí, že je návrh zákona přijat. Takto přijatý zákon nemůže prezident republiky vrátit do sněmovny. Ve zkráceném jednání však nemůže vláda předložit návrh ústavního zákona.

### Odložení voleb
Jestliže po dobu trvání stavu ohrožení státu podmínky na území ČR neumožní konat volby ve lhůtách stanovených pro pravidelná volební období, lze zákonem lhůtu prodloužit – nejdéle o šest měsíců. Toto prodloužení je však možné opakovat.[zdroj?]

### Další opatření
Za stavu ohrožení státu vláda, ministerstva, ústřední správní úřady, Česká národní banka, krajské úřady a obecní úřady přijímají krizová nebo mimořádná opatření, která jsou upravena zvláštními zákony, například zákonem o krizovém řízení (krizový zákon), zákonem o zajišťování obrany ČR, nebo zákonem o hospodářských opatřeních pro krizové stavy.